# Mineral industrial
Los minerales industriales son aquellos que se explotan para aprovechar alguno de los elementos químicos que contienen, a diferencia de las rocas industriales de las cuales se valora sus propiedades fisicoquímicas. Los minerales se presentan casi siempre dispersos y son casi inexistentes los yacimientos de elementos puros. La humanidad ha utilizado y utiliza una gran variedad de minerales para obtener elementos químicos, sobre todo metales, que son la materia prima de muchos productos industriales.
Los minerales pueden clasificarse en minerales metálicos, de los cuales se extrae el metal que contienen, y minerales no metálicos que se aprovechan con finalidad diferente a la de obtener metales. Se denomina mena a la fracción del mineral que contiene suficiente elemento como para hacer rentable su extracción; la ganga es la fracción que contiene poco o nada del elemento deseado.
Los minerales industriales se explotan en las minas, donde se encuentran más o menos concentrados en forma de filones o capas sedimentarias. Cuando el mineral se halla disperso en el subsuelo a poca profundidad se explota en minas a cielo abierto, mientras que se encuentra a mayor profundidad y más concentrado se construyen minas subterráneas con galerías.

## Minerales estratégicos
Los minerales estratégicos son aquellos que se explotan para extraer el elemento metálico que contienen. Prácticamente todos los elementos químicos tienen una u otra utilidad para la humanidad; algunos, como el tantalio (que se extrae en Bután) han pasado de ser una mera curiosidad mineralógica a substancias con un enorme valor estratégico por las cuales se han desencadenado guerra.
| Metal     | Símbolo                   | Mena | Usos |
| --------- | ------------------------- | --- | --- |
| Plata     | Ag                        | Argentita (Ag2S)                                                                                                | Joyería, electrostática, industria química. |
| Bario     | Ba                        | Baritina (BaSO4)                                                                                                | Extracción de petróleo, fabricación de pinturas (confiere resistencia frente a los ácidos), fundente en la industria del vidrio, pastillas de freno, aplicaciones metalúrgicas, para obtener contraste en las radiografías del aparato digestivo, etc. |
| Aluminio  | Al Bauxita (AlOx(OH)3-2x) | Recipientes alimentarios, puertas y ventanas, industria aeronáutica (por ser un metal muy ligero y resistente). | |
| Berilio   | Be                        | Berilo (Be3Al2(SiO3)6)                                                                                          | Aleaciones berilio-cobre para herramientas e instrumentos de precisión, radiografías, moderador y reflectante de neutrones en reactores nucleares. |
| Cobre     | Cu                        | Bornita (Cu5FeS4), calcopirita (FeCuS2), Cuprita (Cu2O)                                                         | Cable eléctrico, catenarias, tuberías para el agua y el gas, calderería, monedas, aleaciones: bronce (cobre y estaño), latón (cobre y zinc), alpaca (cobre, níquel y zinc). |
| Estaño    | Sn                        | Kolderinita (SnO2)                                                                                              | Recubrimiento de latas de conserva, Sol Campbell (mamut), soldadura blanda. |
| Hierro    | Fe                        | Hematita (Fe2O3 ), siderita (FeCO3), magnetita (Fe3O4), limonita (FeO(OH))                                      | Producción de acero (aleación hierro-carbono), presente en todos los ámbitos industriales; por mencionar algunos ejemplos: bloques de motores, tornillos, tuercas, carrocerías de vehículos, maquinaria pesada, vigas de edificios, armamento, cascos de barcos, etc. |
| Cromo     | Cr                        | Cromita ((Fe, Mg)Cr2O4)                                                                                         | Acero inoxidable (aleación acero-cromo), cromado, pinturas cromadas antioxidantes. |
| Mercurio  | Hg                        | Cinabrio (HgS)                                                                                                  | En desuso por su elevada toxicidad (véase envenenamiento por mercurio); se usaba en termómetros, barómetros. Presente en faros, bombillas y tubos fluorescentes. |
| Cobalto   | Co                        | Cobaltita (CoAsS)                                                                                               | Aleaciones, imanes, cintas magnéticas, pigmentos, electrodos de baterías, radioterapia. |
| Tantalio  | Ta                        | Coltan ((Fe, Mn)(Nb, Ta)2O6)                                                                                    | Condensadores electrolíticos presentes en móviles, portátiles, GPS, satélites artificiales, armas teledirigidas, pantallas planas, videoconsolas, PDAs, MP3, MP4, etc. |
| Plomo     | Pb                        | Galena (PbS) | Municiones, detonadores, insecticidas, pinturas (como el minio); se tiende a sustituir por otros elementos dada su toxicidad |
| Titanio   | Ti                        | Ilmenita (FeTiO3), Rutilo (TiO2)                                                                                | Prótesis (de cadera, rodilla, tornillos dentales, óseos, etc.), componentes de centrales térmicas, de automóviles, de aviones, de barcos, de misiles, palos de golf, bicicletas, relojes, etc.; el TiO2 es el pigmento blanco más usado. |
| Níquel    | Ni                        | Pentlandita ((Fe, Ni)9S8), garnierita (Si4O13[Ni, Mg]2•2 H2O), niquelina (NiAs)                                 | Fabricación de acero inoxidable, superaleaciones, baterías recargables, monedas. |
| Wolframio | W                         | Wolframita ((Fe, Mn)WO4), Scheelita (CaWO4)                                                                     | Filamentos de bombillas, aleaciones de alta dureza. |
| Zinc      | Zn                        | Esfalerita o blenda (ZnS)                                                                                       | Galvanizado del acero, aleaciones (latón, alpaca), baterías para misiles. |
| Uranio    | U                         | Uraninita (UO2)                                                                                                 | El uranio enriquecido de usa como combustible para reactores nucleares; el uranio empobrecido como municiones perforadoras y blindajes de alta resistencia. |
| Estroncio | Sr                        | Celestina(SrSO4), estroncianita (SrCO3)                                                                         | Fabricación de ferritas magnéticas, pirotecnia civil y militar (bengalas y fuegos artificiales), pinturas anticorrosivas, fabricación de vidrio (al que aporta dureza, resistencia al rayado, facilidad de pulido, etc.), en la industria química y farmacéutica y para producir titanato, estanato y zirconato de estroncio para aplicaciones electrónicas (memorias de ordenador, telecomunicaciones, automóviles, etc.). |

## Minerales no metálicos
Los minerales no metálicos se aprovechan con finalidad diferente a la de obtener metales, a pesar de que los contengan.
| Elemento | Símbolo | Mena               | Usos |
| -------- | ------- | ------------------ | --- |
| Silicio  | Si      | Silicatos (SiO44-) | Es un semiconductor usado en chips, circuitos electrónicos, paneles fotovoltaicos, siliconas, colas, etc. En su forma natural, el cuarzo (SiO2) es la base de la fabricación del vidrio, y se usa en la fabricación de cementos y morteros, etc. |
| Azufre   | S       | Pirita (FeS2)      | La mayor parte se destina a la fabricación de ácido sulfúrico; también en la elaboración de pólvora, fertilizantes, perfumes, colorantes y pesticidas.                                                                                           |
| Flúor    | F       | Fluorita (CaF2)    | Fabricación de teflón (politetrafluoroetileno), de clorofluorocarburos (CFC), de hexafluoruro de uranio (UF6) (que se emplea en el enriquecimiento de uranio), elemento anticaries, etc.                                                         |